# 1412
Năm 1412 là một năm trong lịch Julius.

## Mất
- 16 tháng 5 - Gian Maria Visconti, Công tước của Milan
- 28 tháng 10 - Margaret I của Đan Mạch, vợ của Haakon VI của Na Uy (sinh 1353)
- King Albert của Thụy Điển (sinh 1336)
- Không rõ ngày:
  - Jalal ad-Din khan, hãn của Kim Trướng hãn quốc.